# Jacques Prado
Jacques Prado, né à Redon le 27 décembre 1889 et décédé à Vaucresson le 29 mars 1928, est un poète français.

## Biographie
Fils de Victor Léopold Prado, officier d'Artillerie de marine, et de charlotte Marie Roux, Jacques Prado est licencié en sciences mathématiques. Il travaille comme ingénieur au Service technique de l'aéronautique, est en parallèle astronome à l'observatoire de Bordeaux et aviateur.
Il publie, en 1927, dans la collection La Phalange, un recueil de poèmes intitulé Balises. L´année suivante, il est victime d'un accident mortelen service commandé. Le 29 mars 1928, à la suite d'une avarie,le biplan Potez qu'il pilote en période d'essai, s'écrase sur les terrains du Haras de Jardy.
En 1929 paraît dans la même collection Holocauste, recueil posthume, préfacé par Henri de Régnier, qui écrit : « Une voix mémorable s'était tue à jamais ». L'académicien citait, parmi les poèmes qu'il ne se lassait pas d'admirer, celui intitulé "Mots ailés".
Dans Histoire de la poésie française, Robert Sabatier le présente ainsi : « Ce Saint-Exupéry de la poésie, en même temps qu'un harmoniste, était un poète du voyage et des grands espaces, ce qui ajoute à son art des accents rappelant le meilleur Parnasse avec une note de sensualité exotique, de l'intelligence et du parler franc ».
Gendre de Jean-Marie Leissen, il est le père de Jean-Jacques Prado.

## Hommages
Des rues dans les villes de Lorient et de Redon lui sont consacrées.

## Publications
- (fr) Balises, La Phalange, 1927
- (fr) Holocauste, La Phalange, 1929